# Luis Haranburu Altuna
Luis Haranburu Altuna (Alegia, Guipúscoa, 1947) és un escriptor en èuscar.

## Obres

### Narrativa
- Desgizona (1978, Luis Haranburu)
- Karakol presoa (1987, Kriselu)
- St. Cyran (1987, Kriselu)
- Zera... (1975, Kriselu)
- Bestiario bat (1999, Hiria)

### Novel·la
- Caritate (1979, Luis Haranburu)
- Itsasoak ez du esperantzarik (1973, Lur)
- Auskalo, Luk (1995, Kriselu)
- Kandido, edo Euskadi independientearen ukronia (2002, Hiria)

### Assaig
- Abuztuko gutunak. Adeitasunez, Ibarretxe Lehendakariari (2004, Fernando Buesa Fundazioa)

### Teatre
- Gernika. Drama historikoa bi partetan berezia (1977, Luis Haranburu)
- Job (1976, Luis Haranburu)
- Lancre (1987, Kriselu)
- Loyola. Gatazkaren bizia (1986, Luis Haranburu)
- Sabino (1986, Luis Haranburu)
- Zumalakarregi. Biziaren gatazka (1986, Luis Haranburu)
- Hil (1972, Lur)

### Epistolar
- Seme (1999, Hiria)